# Merlet alpí
El merlet alpí (Pyrgus cacaliae) és una espècie de lepidòpter papilionoïdeu de la família dels hespèrids (Hesperiidae) present als Països Catalans.

## Distribució
Endèmic de diversos sistemes muntanyosos europeus, incloent-hi els Pirineus, els Alps a França, Suïssa, Itàlia, Alemanya, Liechtenstein i Àustria, els Alps Dinàrics a Bòsnia i Hercegovina, els Carpats al centre de Romania (Muntanyes Bucegi), així com la Serralada dels Balcans, el massís del Rila i les Muntanyes Pirin al centre i sud-oest de Bulgària, respectivament. A la península Ibèrica només es troba als Pirineus des d'Osca a Girona. A Catalunya té actualment una distribució molt escassa, amb presència a la Vall d'Aran, l'Alta Ribagorça i el Pallars Sobirà, mentre que existeixen citacions d'abans de l'any 2000 a la Vall de Núria.

## Descripció
Envergadura alar d'entre 25 i 27 mm. Lleuger dimorfisme sexual en presentar el mascle un plec costal a l'ala anterior i un pinzell de pèls a la tíbia de la pota posterior. Anvers de l'ala anterior amb el fons bru fosc amb abundants pèls grisos a la meitat basal i diverses petites taques blanques, sobretot a la meitat exterior. Anvers de l'ala posterior també de color bru fosc, però sense taques blanques marcades. Ambdues ales tenen les fímbries escaquejades. Revers de l'ala anterior similar a l'anvers, però més clara. Revers de l'ala posterior amb el fons bru grisós i diverses taques blanques. L'absència d'una taca blanca a la base de la cel·la del revers de l'ala posterior és característica de l'espècie i la permet distingir d'altres membres del gènere Pyrgus.

## Hàbitat
Llocs oberts a l'alta muntanya, incloent-hi prats prop de llocs humits com rierols, llacs o torrents, però també prats i pastures més secs, sovint envoltats de matollar com landes de neret. Rang altitudinal des dels 1800 m fins als 2800 m. L'eruga s'alimenta de diverses rosàcies de caràcter herbaci i d'alta muntanya, sobretot del gènere Potentilla, com ara P. crantzii, P. erecta o P. aurea, mentre que a Catalunya només s'ha identificat Geum montanum. En captivitat, les erugues accepten espècies del gènere Sibbaldia.

## Període de vol i hibernació
Vola en una generació entre juny i agost. Hiverna com a eruga jove durant el primer hivern i com a eruga o crisàlide en el segon, de manera que calen un mínim de dos anys per tal que es desenvolupi l'adult. Tot i això, es poden observar adults cada any ja que existeixen larves que hivernen un tercer any abans de convertir-se en adult.

## Comportament i particularitats biològiques
Els mascles són territorials i els aparellaments es produeixen en les àrees defensades per aquests. Les femelles ponen els ous en zones on la vegetació és més baixa, concretament a la part superior de les fulles de la seva planta nutrícia. Les larves es desclouen al cap d'entre 5 i 6 dies i es refugien en uns habitacles que es construeixen a partir d'unir amb fils de seda fulles de la seva planta nutrícia. En aquest habitacle s'alimenten i passen l'hivern, habitualment sota una espessa capa de neu.

## Conservació
A Catalunya, es tracta d'una papallona amb una distribució molt reduïda, només present en algunes localitats dels Pirineus. Les principals amenaces són l'alteració o destrucció de les pastures i prats alpins que formen el seu hàbitat, la captura d'adults per al col·leccionisme, així com el canvi climàtic. Per aquests motius, està inclosa al Catàleg de fauna salvatge autòctona amenaçada i de mesures de protecció i de conservació de la fauna salvatge autòctona protegida, en la categoria En perill d'extinció.

## Espècies ibèriques similars
- Merlet major (Pyrgus alveus)
- Merlet boreal (Pyrgus andromedae)
- Merlet ruderal (Pyrgus armoricanus)
- Merlet major bessó (Pyrgus bellieri)
- Merlet reial (Pyrgus carthami)
- Pyrgus cinarae
- Merlet rogenc (Pyrgus cirsii)
- Merlet comú (Pyrgus malvoides)
- Merlet dels erms (Pyrgus onopordi)
- Merlet olivaci (Pyrgus serratulae)
- Pyrgus sidae

## Galeria

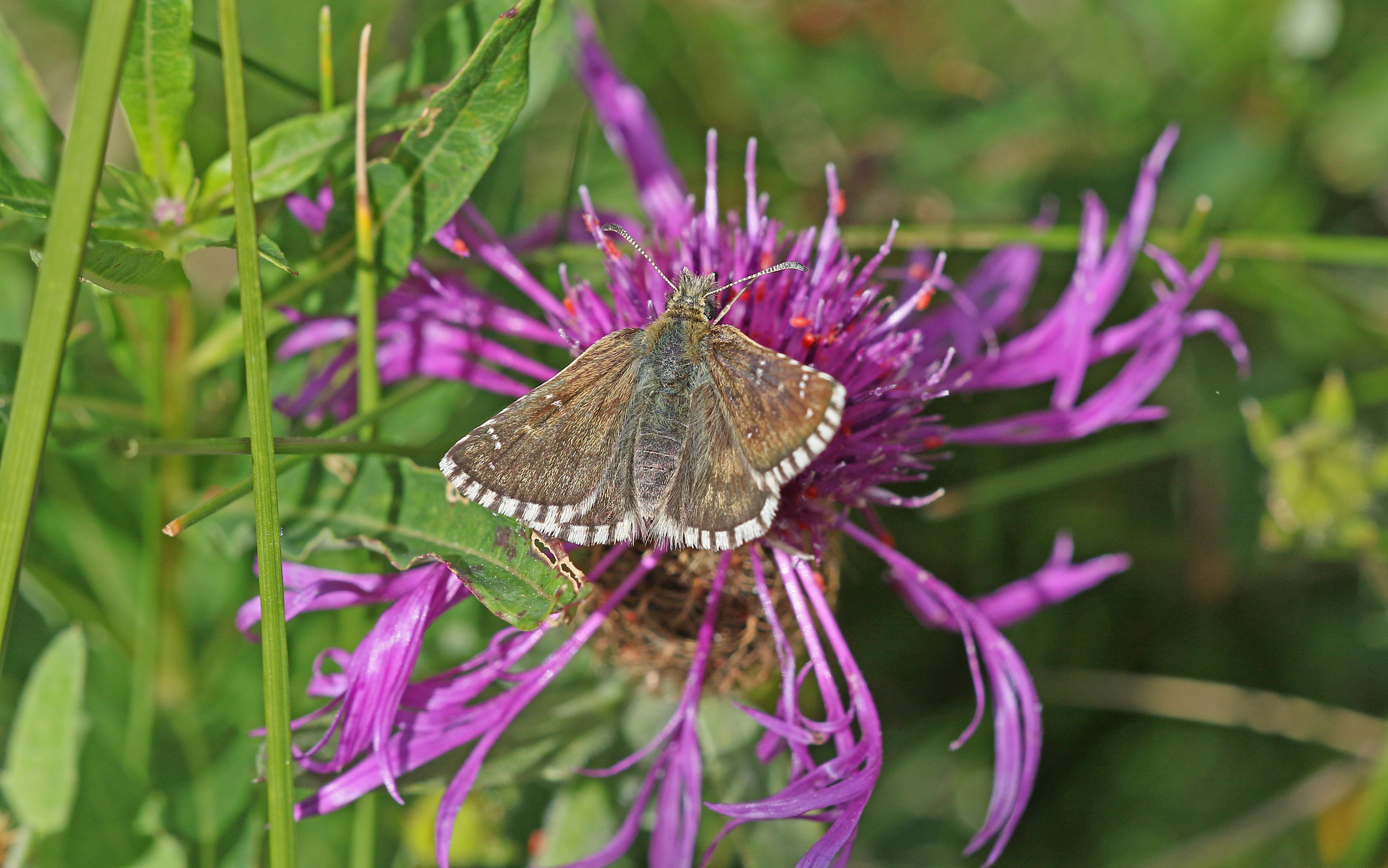
Anvers d'un adult
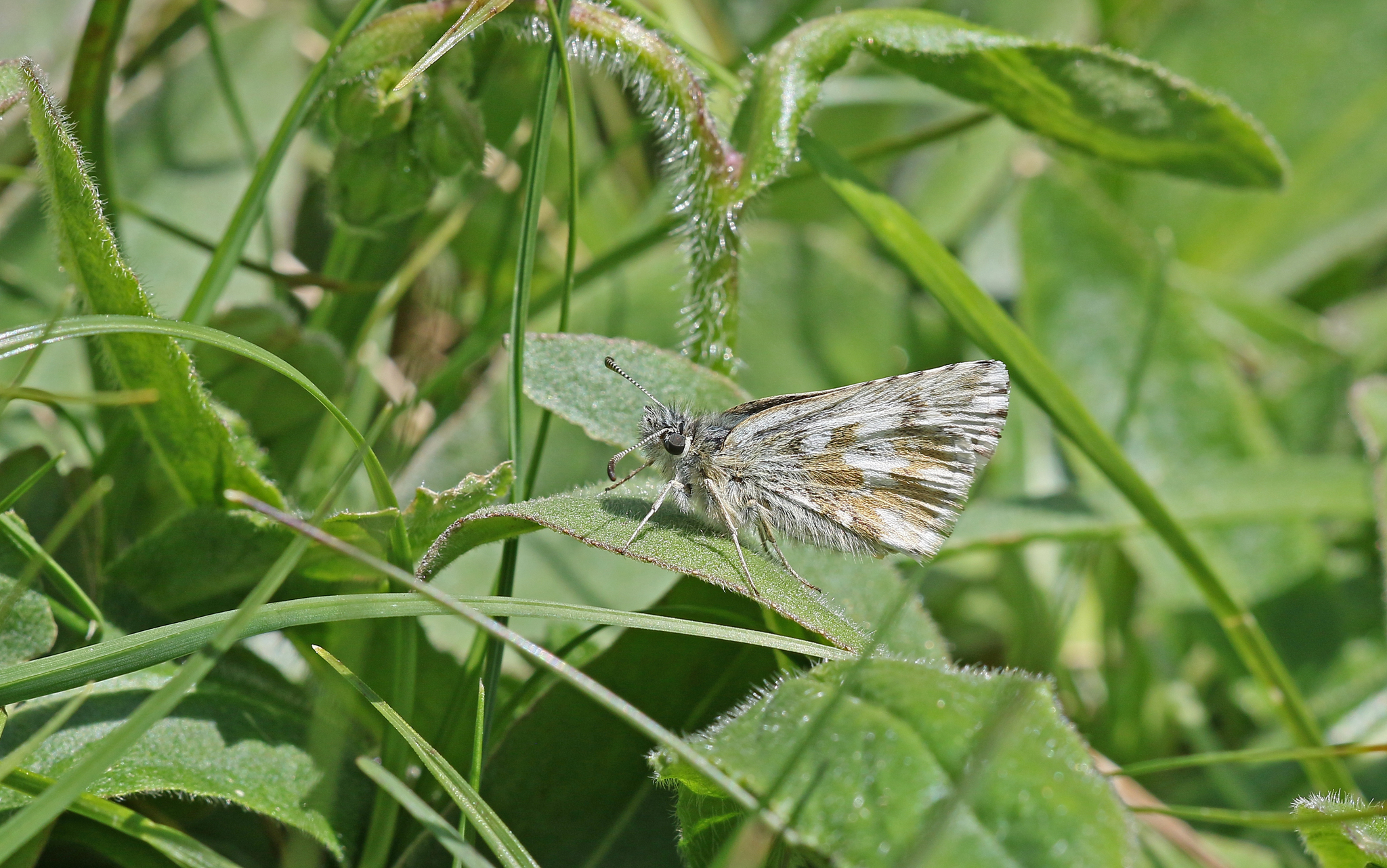
Revers d'un adult
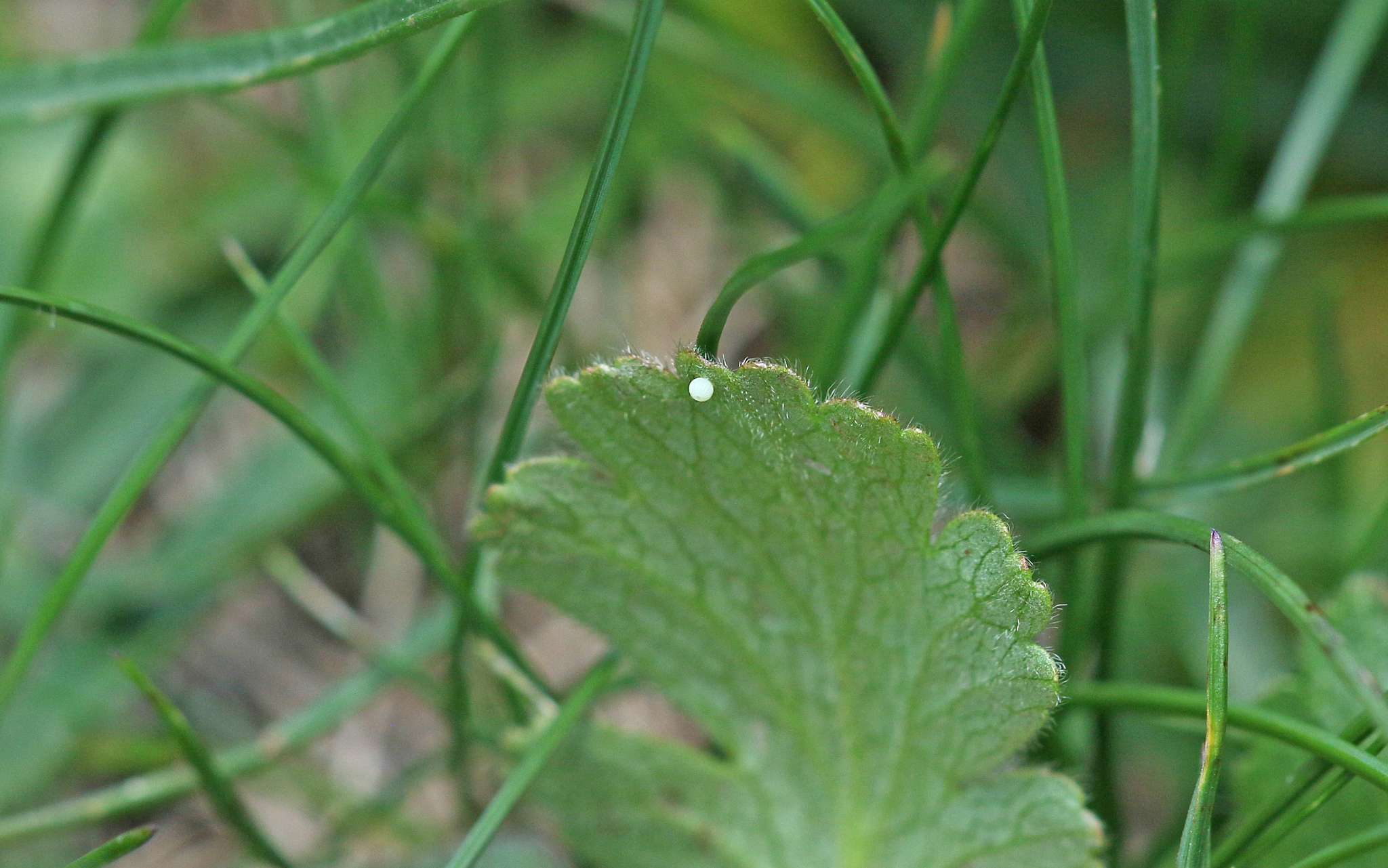
Ou